# America West Airlines
America West was een Amerikaanse luchtvaartmaatschappij met als hoofdzetel Las Vegas. 

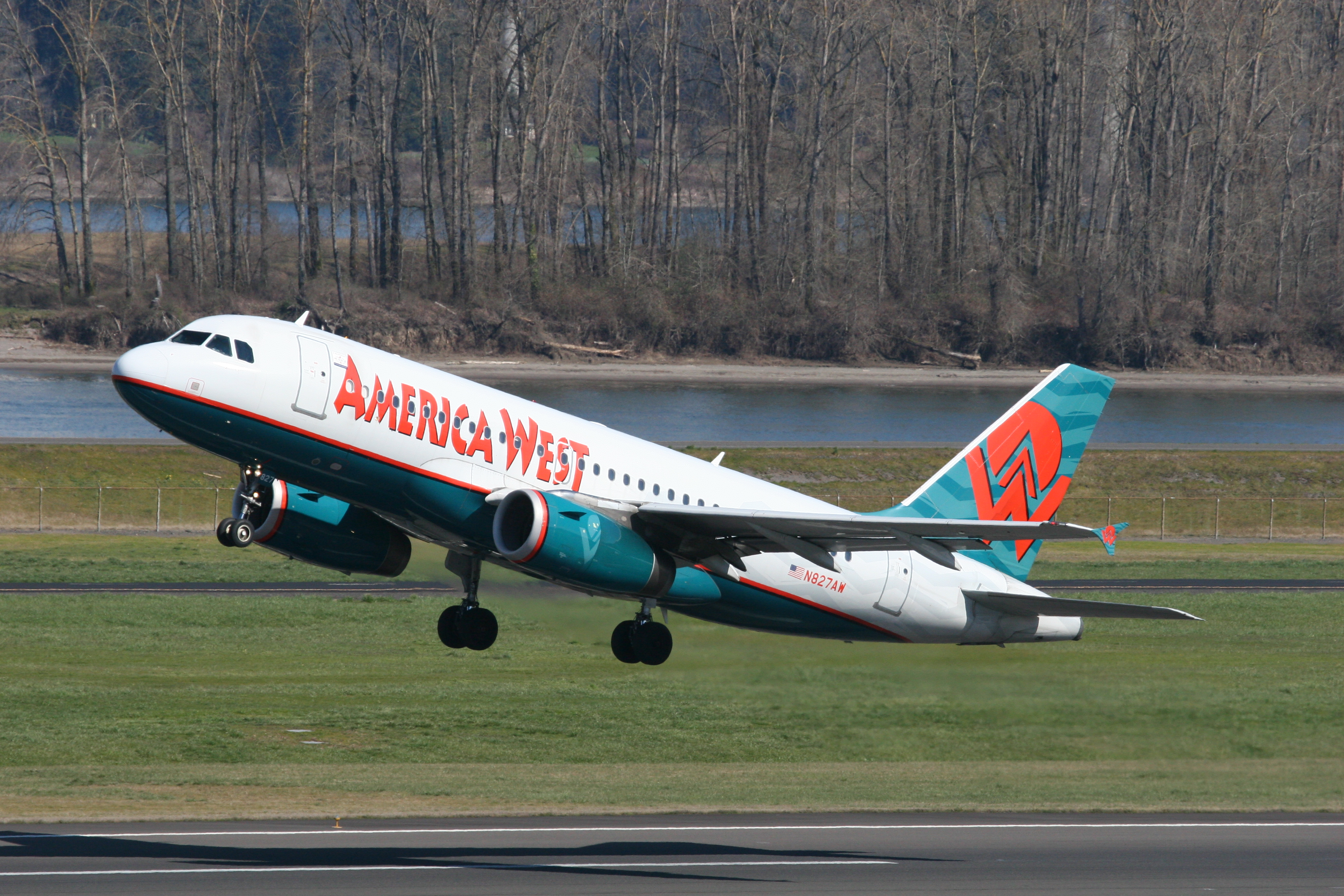
Een Airbus A319 van America West Airlines stijgt op vanaf Portland International Airport

De maatschappij begon haar vluchten op 1 augustus 1983. In 2005 nam de maatschappij US Airways over, waarna tot midden 2007 alle activiteiten onder de naam US Airways samen gebracht werden.